# Liste der Kreisstraßen im Landkreis Nordsachsen

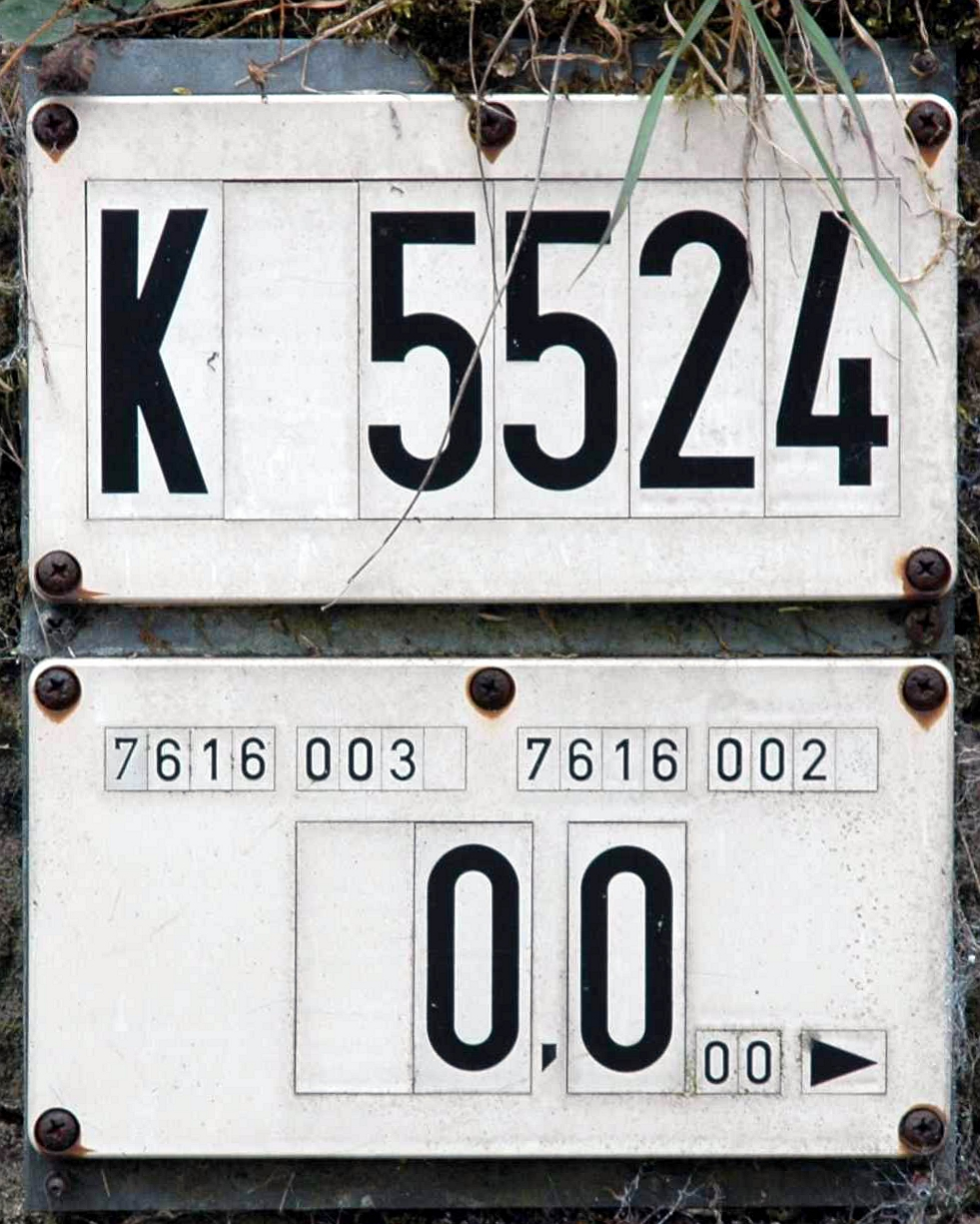
Stationszeichen

Die Liste der Kreisstraßen im Landkreis Nordsachsen ist eine Auflistung der Kreisstraßen im Landkreis Nordsachsen.

## Abkürzungen
- K: Kreisstraße
- S: Staatsstraße

## Listen
Die Kreisstraßen behalten die ihnen zugewiesene Nummer nicht bei einem Wechsel in einen anderen Landkreis oder in eine kreisfreie Stadt. Nicht vorhandene bzw. nicht nachgewiesene Kreisstraßen sind kursiv gekennzeichnet, ebenso Straßen und Straßenabschnitte, die unabhängig vom Grund (Herabstufung zu einer Gemeindestraße oder Höherstufung) keine Kreisstraßen mehr sind.
Der Straßenverlauf wird in der Regel von Nord nach Süd und von West nach Ost angegeben.

### AltkreisDelitzsch
| Nr.    | Verlauf |
| ------ | --- |
| K 7401 | (K 2035 im Landkreis Wittenberg, Sachsen-Anhalt) – Landesgrenze – Durchwehna – K 7414/K 8901 in Kossa – K 8901 |
| K 7402 | K 8901 in Falkenberg – – Winkelmühle – Wöllnau – K 7403 – S 11 |
| K 7403 | K 7402 – Battaune – Doberschütz – K 7421 – – K 8903 |
| K 7407 | in Sprotta-Siedlung – Paschwitz – Mölbitz – K 8907 |
| K 7410 | – K 7442 in Krippehna |
| K 7411 | – Noitzsch – in Hohenprießnitz |
| K 7412 | S 11 – Gruna (bis zum 31.12.2014) |
| K 7413 | (K 2029 im Landkreis Wittenberg, Sachsen-Anhalt) – Landesgrenze – kein Anschluss an eine klassifizierte Straße – Landesgrenze – (K 2029 im Landkreis Wittenberg, Sachsen-Anhalt)                                        |
| K 7414 | K 7414/K 8901 in Kossa – Authausen – in Görschlitz |
| K 7415 | Mörtitz – S 11 |
| K 7420 | K 7442 in Naundorf – K 7430 in Pressen |
| K 7421 | S 11 in Eilenburg-Ost – Sprotta – K 7403 in Doberschütz |
| K 7422 | K 7430 in Zschettgau – S 4 – Liemehna – K 7424 – Pönitz – Taucha – Plösitz – Kreisgrenze – (K 8360 im Landkreis Leipzig)                                                                                                |
| K 7423 | S 4 in Kospa – Gallen – K 7424 in Jesewitz-Bahnhof |
| K 7424 | in Pröttitz – Krostitz – K 7430 – Mutschlena – K 7429 – Liemehna – K 7422 – Jesewitz-Bahnhof – K 7423 – Jesewitz – Jesewitz-Bahnhof – Weltewitz – Wöllmen – K 7425 – Gotha –                                            |
| K 7425 | K 7424 – Pehritzsch |
| K 7429 | K 7424 in Mutschlena – Kreisgrenze – (K 6529 in Leipzig) |
| K 7430 | K 7424 in Krostitz – S 4 – Priester – Kupsal – Behlitz – Pressen – K 7420 – Zschettgau – K 7422 – S 4 |
| K 7431 | (K 2142 im Saalekreis, Sachsen-Anhalt) – Landesgrenze – Wiesenena – S 2 – K 7433 in Glesien |
| K 7432 | S 1 – Gerbisdorf |
| K 7433 | S 1/S 2 – Glesien – K 7431 – Werlitzsch – Landesgrenze – (K 2146 im Saalekreis, Sachsen-Anhalt) |
| K 7434 | K 7436 in Kölsa – Lissa – K 7435 – S 2 |
| K 7435 | (K 2141 im Saalekreis, Sachsen-Anhalt) – Landesgrenze – K 7436 – Klitzschmar – K 7440 – Peterwitz – K 7434 in Lissa |
| K 7436 | (K 2148 im Saalekreis, Sachsen-Anhalt) – Landesgrenze – K 7435 – K 7434 – Kölsa – S 1/S 2 |
| K 7440 | K 7435 in Klitzschmar – S 4 – Zschernitz – Pohritzsch – – Serbitz – Zaasch – Storkwitz – Schenkenberg – / |
| K 7441 | – Benndorf – K 7447 – |
| K 7442 | /S 4 – Zschepen – Döbernitz – S 4 – K 7446 – Hohenroda – K 7443 – K 7444 – Krensitz – Niederossig – Boyda – Wölkau – K 7445 – Krippehna – K 7410 – Naundorf – K 7420 – Rödgen – S 4 – Eilenburg – S 11 in Eilenburg-Ost |
| K 7443 | Werben – K 7447 – Laue – K 7450 – Poßdorf – – Wannewitz – Brinnis – K 7444 – K 7446 – Hohenroda – K 7442 – Mocherwitz – S 4 – S 7 – Beuden – Kletzen – in Hohenossig                                                    |
| K 7444 | K 7443 in Brinnis – Luckowehna – K 7442 |
| K 7445 | – K 7442 in Wölkau |
| K 7446 | S 4 – K 7443 in Brinnis |
| K 7447 | K 7441 – K 7443 – S 4 |
| K 7448 | K 7450 in Sausedlitz – in Reibitz (bis zum 31.12.2014) |
| K 7449 | S 12 in Löbnitz – Reibitz – Scholitz – Badrina – in Gollmenz |
| K 7450 | K 7448 in Sausedlitz – K 7443 |
| K 7464 | (L 185 in Sachsen-Anhalt) – Landesgrenze – Kleinliebenau – |
| K 7470 | S 8 in Schkeuditz – Kreisgrenze – (K 6570 in Leipzig) |

### AltkreisTorgau-Oschatz
| Nr.    | Verlauf |
| ------ | --- |
| K 8901 | K 7401/K 7414 in Kossa – Falkenberg – K 7402 – Trossin – S 16 – Meltitz – Dahlenberg – in Wörblitz |
| K 8902 | K 8901 in Falkenberg – K 7402 (jetzt K 7402) |
| K 8903 | in Doberschütz – Strelln – K 8907 – Schöna – S 20 – K 8983 – Kobershain – S 16 |
| K 8904 | S 24 – K 8982 – Ochsensaal – Kreisgrenze – (K 8304 im Landkreis Leipzig) – Kreisgrenze – Börln – K 8921 – K 8980 – Kreisgrenze – (K 8304 im Landkreis Leipzig)                                                               |
| K 8905 | (K 8305 im Landkreis Leipzig) – Kreisgrenze – Liptitz – K 8965 – K 8970 – K 8966 – K 8971 – Wadewitz – Glossen – K 8968 – K 8952 – S 24                                                                                      |
| K 8906 | (K 8306 im Landkreis Leipzig) – Kreisgrenze – Grauschwitz – K 8965 – S 37 in Ablaß – Kreisgrenze – (K 7506 im Landkreis Mittelsachsen)                                                                                       |
| K 8907 | K 7407 – K 8903 in Strelln – S 20 |
| K 8908 | K 8939 in Mügeln – Schweta – S 31 – K 8957 – Zeicha – K 8958 – K 8948 – Gastewitz – K 8943 – Hohenwussen – Kreisgrenze – (K 7508 im Landkreis Mittelsachsen)                                                                 |
| K 8909 | in Hof – Kreisgrenze – (K 7509 im Landkreis Mittelsachsen) |
| K 8910 | – Kreischau – Eulenau |
| K 8911 | S 25 in Triestewitz – K 8912 – Kamitz |
| K 8912 | Pülswerda – K 8911 |
| K 8913 | – Nichtewitz – Arzberg – S 25 – Köllitsch – K 8914 |
| K 8914 | K 8915 in Blumberg – S 25 – Tauschwitz – K 8913 – Elbfähre – Belgern |
| K 8915 | in Kötten – Blumberg – K 8914 – S 25 in Stehla |
| K 8916 | Kunzwerda – Weßnig – Bennewitz – Beckwitz (– Abzweig zur S 24) – Taura |
| K 8917 | – Ammelgoßwitz |
| K 8918 | – Liebersee – Dröschkau |
| K 8919 | (K 8317 im Landkreis Leipzig) – Kreisgrenze – K 8974 – Schwarzer Kater – K 8980 – K 8939 – Dahlen – K 8981 – S 24 – K 8922 – K 8921 – K 8920 – Lausa – S 30 in Kaisa                                                         |
| K 8920 | K 8919 – Lausa – Reudnitz – K 8922 – S 30 in Schöna |
| K 8921 | (K 8312 im Landkreis Leipzig) – Kreisgrenze – Börln – K 8904 – Bortewitz – K 8981 – Schmannewitz – S 24 – K 8919 – Bucha – K 8923 – Zeuckritz – K 8922 – S 27/S 30                                                           |
| K 8922 | K 8919 in Dahlen – K 8923 – Bucha – Zeuckritz – K 8921 – K 8920 – S 30 – Olganitz – Treptitz – K 8924 – in Schirmenitz |
| K 8923 | K 8921 in Bucha – K 8922 – Mahlsen – Lampertswalde – S 27 – Kleinböhla – S 29 |
| K 8924 | in Staritz – Oelzschau – Wohlau – Treptitz – K 8922 – Cavertitz (– Abzweig zur S 27) – Klingenhain – K 8922 |
| K 8925 | S 27 in Sörnewitz – Klötitz – K 8933 in Laas |
| K 8931 | S 30 in Wellerswalde – Gaunitz – K 8933 – Clanzschwitz – K 8993 in Leckwitz – Kreisgrenze |
| K 8933 | S 27 in Laas – K 8925 – Liebschütz – K 8931 – Gaunitz – K 8934 – Terpitz – Zschöllau (– Abzweig zur S 30) – Mannschatz – Schmorkau – K 8934 – Schönnewitz – S 31 in Borna                                                    |
| K 8934 | K 8933 in Gaunitz – Terpitz – K 8933 in Schönnewitz |
| K 8935 | K 8980 – K 8980 in Kötitz |
| K 8937 | S 30 in Merkwitz – |
| K 8938 | S 31 in Borna – Wadewitz – S 28 |
| K 8939 | K 8919 in Dahlen – K 8980 – S 24 – Dahlen Bahnhof – S 24 – Malkwitz – Calbitz – Collm – K 8972 – Lampersdorf – S 38 – Haida – Limbach – K 8940 – Ockritz – Wetitz – K 8908 – Mügeln – S 31 – Niedergoseln – K 8957 in Mahris |
| K 8940 | S 41 – Limbach – K 8939 – Leuben – K 8942 – Saalhausen – Thalheim – Altoschatz – K 8941 – S 38 in Oschatz |
| K 8941 | Striesa – S 38 – Oschatz – Altoschatz – K 8940 – S 31 in Naundorf |
| K 8942 | K 8940 in Leuben – Naundorf – S 31 – Casabra – K 8943 – S 30/S 33 |
| K 8943 | S 31 – Neucasabra – Kreina – Casabra – K 8942 – Stennschütz – K 8958 – Gastewitz – K 8948 – K 8908 |
| K 8946 | S 31 – Bornitz – S 28 – Ganzig – – K 8947 – Reppen – K 8947 – Raitzen – K 8947 – S 33 – Hof – K 8948 – |
| K 8947 | K 8946 in Reppen – Haage – K 8946 – Raitzen – K 8946 – Nasenberg – S 30 |
| K 8948 | K 8908 – Gastewitz – K 8943 – Salbitz – S 30 – K 8946 in Hof |
| K 8950 | K 8951 – Seelitz – S 41 |
| K 8951 | S 41 – K 8950 – S 37 in Nebitzschen |
| K 8952 | Schleben – K 8905 |
| K 8957 | K 8908 – K 8939 in Mahris – Zschannewitz |
| K 8958 | K 8908 in Zeicha – K 8943 in Stennschütz |
| K 8959 | S 37 – Kemmlitz – S 31 |
| K 8960 | S 31 – Neusornzig – Kreisgrenze – (K 7560 im Landkreis Mittelsachsen) – Kreisgrenze – Sornzig – Neubaderitz – Paschkowitz – S 41                                                                                             |
| K 8962 | Lüttnitz – S 35 – Alte Deponie Lüttnitz |
| K 8966 | K 8905 – Wiederoda – Remsa – S 37 in Querbitzsch |
| K 8967 | Pommlitz – S 37 |
| K 8968 | K 8971 in Mahlis – Gröppendorf – K 8905 in Glossen |
| K 8970 | S 38 in Wermsdorf – K 8905 in Liptitz |
| K 8971 | S 38 – Mahlis – K 8968 – K 8905 |
| K 8972 | K 8939 in Collm – S 38 |
| K 8974 | K 8919 – Radegast – S 24 in Luppa |
| K 8979 | S 16 in Mockrehna – Audenhain – Klitzschen – K 8985 – Melpitz |
| K 8980 | K 8904 in Börln – Schwarzer Kater – K 8919 – Dahlen – K 8939 – S 24 – K 8935 – Großböhla Siedlung (– Abzweig zur S 29 nach Großböhla) – Kötitz – K 8935 – in Calbitz                                                         |
| K 8981 | K 8921 in Bortewitz – K 8919 in Dahlen |
| K 8982 | S 24 – K 8904 |
| K 8983 | S 16 – Wildschütz – K 8903 |
| K 8984 | S 16 – Langenreichenbach – K 8985 – S 23 in Staupitz |
| K 8985 | in Elsnig – Süptitz – – Klitzschen – K 8979 – K 8984 – S 23 in Schildau |
| K 8986 | Gräfendorf – |
| K 8987 | K 8989 – Wasserwerk Mockritz – Döbern – in Torgau |
| K 8988 | (K 2228 im Landkreis Wittenberg, Sachsen-Anhalt) – Landesgrenze – S 25 in Großtreben |
| K 8989 | Mockritz – K 8987 – in Neiden |
| K 8990 | Polbitz – Drebligar – in Vogelgesang |
| K 8993 | S 27 in Sahlassan – Leckwitz – K 8931 – Zaußwitz – Kreisgrenze – (K 8566 im Landkreis Meißen) |

## Belege
1. ↑  Bekanntmachung des Landesamtes für Straßenbau und Verkehr über die Umstufung von Straßen in der Gemeinde Laußig/OT Gruna (Landkreis Nordsachsen) vom 13. November 2014. In: Amtsblatt der Stadt Eilenburg und des Landkreises Nordsachsen sowie des Verwaltungsverbandes Eilenburg-West und der Gemeinden Doberschütz, Jesewitz, Laußig und Zschepplin, Ausgabe 24/2014, S. 25 (PDF, 6,6 MB)
2. ↑  Bekanntmachung des Landesamtes für Straßenbau und Verkehr über die Widmung, Umstufung und Einziehung von Straßen in der Stadt Delitzsch und der Gemeinde Löbnitz im Zusammenhang mit der Netzneugliederung im Rahmen der Verkehrsbaumaßnahme „Aus- bzw. teilweiser Neubau der Verbindungsstraße Stadt Delitzsch OT Laue - Gemeinde Löbnitz OT Sausedlitz“ (Landkreis Nordsachsen) vom 7. Januar 2015. In: Amtsblatt des Landkreises Nordsachsen, Ausgabe Torgau/Oschatz und der Gemeinde Mockrehna, Ausgabe 1/2015, S. 6 ff. (PDF, 3,2 MB)